# Slant
 (septembre 2023).
Slant (coréen : 슬랜트) est un groupe de punk hardcore sud-coréen. Depuis sa formation en 2018, le groupe a sorti un album studio 1집 (2021).

## Biographie
Slant a fait ses débuts en 2018 lorsqu'ils ont sorti un album démo Demo 2018. La chanteuse Yeji est tatoueuse, et les autres membres ont déjà travaillé dans d'autres groupes. Ils ont signé avec le label américain Iron Lung Records, et ont sorti l'EP Vain Attempt en 2019.
En 2021, ils ont publié leur premier album studio 1집. Dan Southgate de DIY Conspiracy a décrit l'album comme "Avec les dix titres proposés qui tournent autour de dix-sept minutes, Slant parvient à maintenir votre attention tout au long sans avoir à couvrir trop de terrain sonore." L'album a été nommé pour le meilleur album de métal et de hardcore aux Korean Music Awards de 2022.
En 2023, ils sortent leur deuxième album démo, Demo 2023, et Tom Breihan de Stereogum les décrit comme "Slant fait du punk hardcore à l'ancienne, revigoré et hymnique".

## Albums

### Albums studio
- 2021 : 1집

### EPs
- 2019 : Vain Attempt

### Albums démo
- 2018 : Demo 2018
- 2023 : Demo 2023